# Kurjensaari (ö i Södra Savolax)
Kurjensaari är en ö i Finland. Den ligger i sjön Kuolimo och i kommunen Sankt Michel i den ekonomiska regionen  S:t Michel och landskapet Södra Savolax, i den södra delen av landet, 180 km nordost om huvudstaden Helsingfors. Öns area är 3,7 hektar och dess största längd är 350 meter i sydöst-nordvästlig riktning.